# Malaxis discolor
Malaxis discolor là một loài thực vật có hoa trong họ Lan. Loài này được (Lindl.) Kuntze mô tả khoa học đầu tiên năm 1891.